# Grand siège de Mazagan (1562)
Maroc portugais
Le Siège de Mazagan en 1562, également connu sous le nom de Grand Siège de Mazagan (Grande Cerco de Mazagão en portugais) était un engagement armé qui a eu lieu dans la ville moderne d'El Jadida, alors connue sous le nom de Mazagan, entre les forces portugaises et les Saadiens, qui avaient unifié le Maroc quelques années auparavant.
Les Marocains n'ont finalement pas réussi à percer les défenses de la ville et, face aux renforts portugais continus et à une défense vigoureuse, ont été contraints de se retirer après un siège de deux mois et demi. Ce fut l'un des sièges les plus durs auxquels les Portugais aient résisté à Mazagan, sur un total de neuf.

## Contexte
Les Portugais ont construit une citadelle dans le port accessible de Mazagan à l'été 1514 . Cette citadelle était un édifice rectangulaire à quatre tours, dont l'une était l'ancienne tour qui se dressait déjà ici ,. Les architectes étaient deux frères, Diego et Francisco de Arruda ,. L'emplacement est alors devenu connu en langue portugaise sous le nom de Mazagão. Au cours des décennies suivantes, le Sultanat Saadien a pris le pouvoir et a commencé à expulser les Portugais de leurs forteresses côtières, l'événement le plus significatif étant leur expulsion de Santa Cruz (aujourd'hui Agadir) en 1541. En réponse, le roi portugais Jean III ordonna l'évacuation des positions portugaises à Azemmour et Safi et se concentra sur la construction d'une position plus défendable à Mazagão à la place. En conséquence, la fortification portugaise a été agrandie dans la plus grande forteresse fortifiée que nous voyons aujourd'hui en 1541,. Le fort avait 69 embrasures pour le placement des canons, et un large fossé muni d'écluses qui le maintenaient rempli d'eau de mer à marée basse .
Le Maroc avait été unifié par Mohammed ech-Cheikh en 1549. Son fils, Abdallah al-Ghalib lui succéda sur le trône en 1557, et en 1559 commença à planifier la capture de la ville portugaise fortement fortifiée de Mazagan sur la côte occidentale du Maroc . Les préparatifs se sont poursuivis tout au long des années 1560 et 1561.
Le gouverneur portugais du fief, Álvaro de Carvalho, était alors à Lisbonne . Soupçonnant une attaque imminente, son commandant en second Rui de Sousa de Carvalho envoya un espion à Fès, qui confirma les rumeurs des préparatifs du sultan. Il envoya alors un navire avec un appel de détresse au Portugal, alors gouverné par la régente Dona Catarina, avertissant du siège imminent et que la garnison et les habitants de la ville ne pourraient pas tenir sans aide .

## Siège
Le premier des commandants du Sultanat à arriver avec un contingent de troupes fut le caïd d'Azzemmour, qui dressa son camp à une demi-lieue de Mazagan le 18 février 1562, et avertit directement Carvalho par un  alfaqueque (négociateur de captifs) que le sultan serait bientôt sur la place forte ; Carvalho a envoyé une réponse dans laquelle il a déclaré : «Qu'il vienne aussi vite qu'il le peut, car je l'avais attendu dans cette forteresse avec beaucoup de coings, poires et grenades et autres fruits de ce genre qui ne manquaient pas dans cette forteresse .»
Au Portugal, la reine régente Catherine de Castille avait envisagé d'abandonner Mazagan cette même année. La nouvelle du siège de Mazagan provoqua une vague de protestations patriotiques à travers le Portugal dès qu'elle a atteint le pays, et avant que la régente Catherine n'ait pris la moindre décision quant à la relève du fort, un grand nombre de volontaires parmi les nobles, les roturiers et les ecclésiastiques ont pris l'initiative de s'armer et de naviguer au secours de la forteresse assiégée . Certaines municipalités de la région portugaise la plus méridionale de l'Algarve, comme Tavira, ont couvert les frais de transport des volontaires à travers l'Atlantique jusqu'au Maroc, tandis que les citadins fourniraient leurs propres navires à cet effet . 100 volontaires ont navigué de Lagos, tandis que les pêcheurs de Lagos, Tavira et Faro ont fourni 40 autres volontaires .
Le prince héritier du Maroc Muhammad al-Mutawakkil ("Muley Hamet" en portugais) est arrivé le 4 mars avec le gros de son armée qui, selon les estimations portugaises, dépassait les 100 000 hommes .
Les Marocains creusèrent d'abord une tranchée en direction de la forteresse, et lorsqu'ils furent à 400 pas érigèrent un rempart de terre d'où ils pouvaient bombarder le bastion Santo Espírito . Une tranchée ou un fossé a également été creusé autour de la forteresse côté terre.
Le 24 mars, le capitaine Álvaro de Carvalho a atteint Mazagan avec une force de secours qui comprenait 600  fidalgos  bien équipés . Une force de secours de 1 565 volontaires a financé à leurs frais personnels le voyage à Mazagan, qu'ils atteignirent le 26 après un voyage de six jours depuis Lisbonne, transportant d'abondantes provisions .

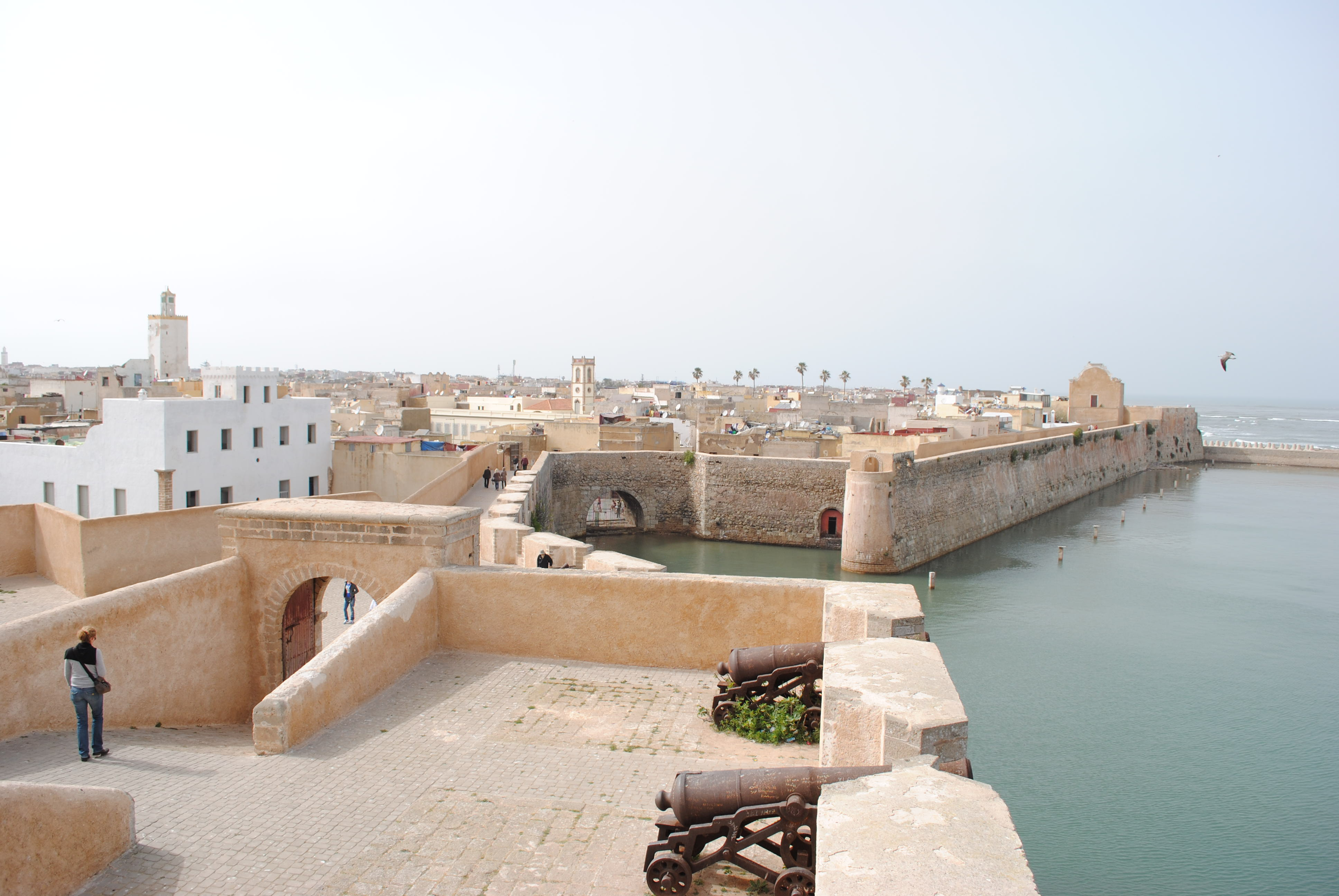
Porte maritime de Mazagan, à travers laquelle la forteresse pouvait être continuellement renforcée et approvisionnée par la mer.

Le travail s'est poursuivi sans relâche toute la nuit : tandis que certains hommes surveillaient les échelles d'escalade, d'autres prêtaient attention au bruit sous terre qui indiquerait l'approche d'une mine marocaine ; d'autres soignaient les malades et les blessés, préparaient des vivres ou réparaient les trous creusés par l'artillerie marocaine  Malgré le stress et le danger, le moral est resté au beau fixe .
2 000 hommes dépêchés par la régente atteignent la forteresse peu avant le premier assaut des musulmans, le 24 avril .
Les renforts de la ville comprenaient le célèbre ingénieur portugais Isidoro de Almeida, qui a supervisé les opérations de contre-extraction aux côtés de l'ingénieur Francisco da Silva .
Le 30 avril, un renfort de 250 soldats débarque peu avant que les Marocains ne lancent un deuxième assaut de masse, qui est également repoussé .
Les combats se sont poursuivis jusqu'au 1er mai. Démoralisé par leurs revers, à court de munitions et ne voyant aucun moyen de venir à bout des défenses portugaises, le 5 mai le prince-héritier retira son armée .

## Conséquences
Agostinho Gavy de Mendonça, un résident né à Mazagan qui écrivit plus tard une chronique du siège, rapporta que 3 000 personnes se trouvaient dans le fort à la fin du siège . Il rapporta que l'eau de la citerne contenait 5 500 tonnes d'eau au début du siège, et à la fin n'avait perdu que 1 000 tonne d'eau, bien que l'eau ait toujours été distribuée généreusement .

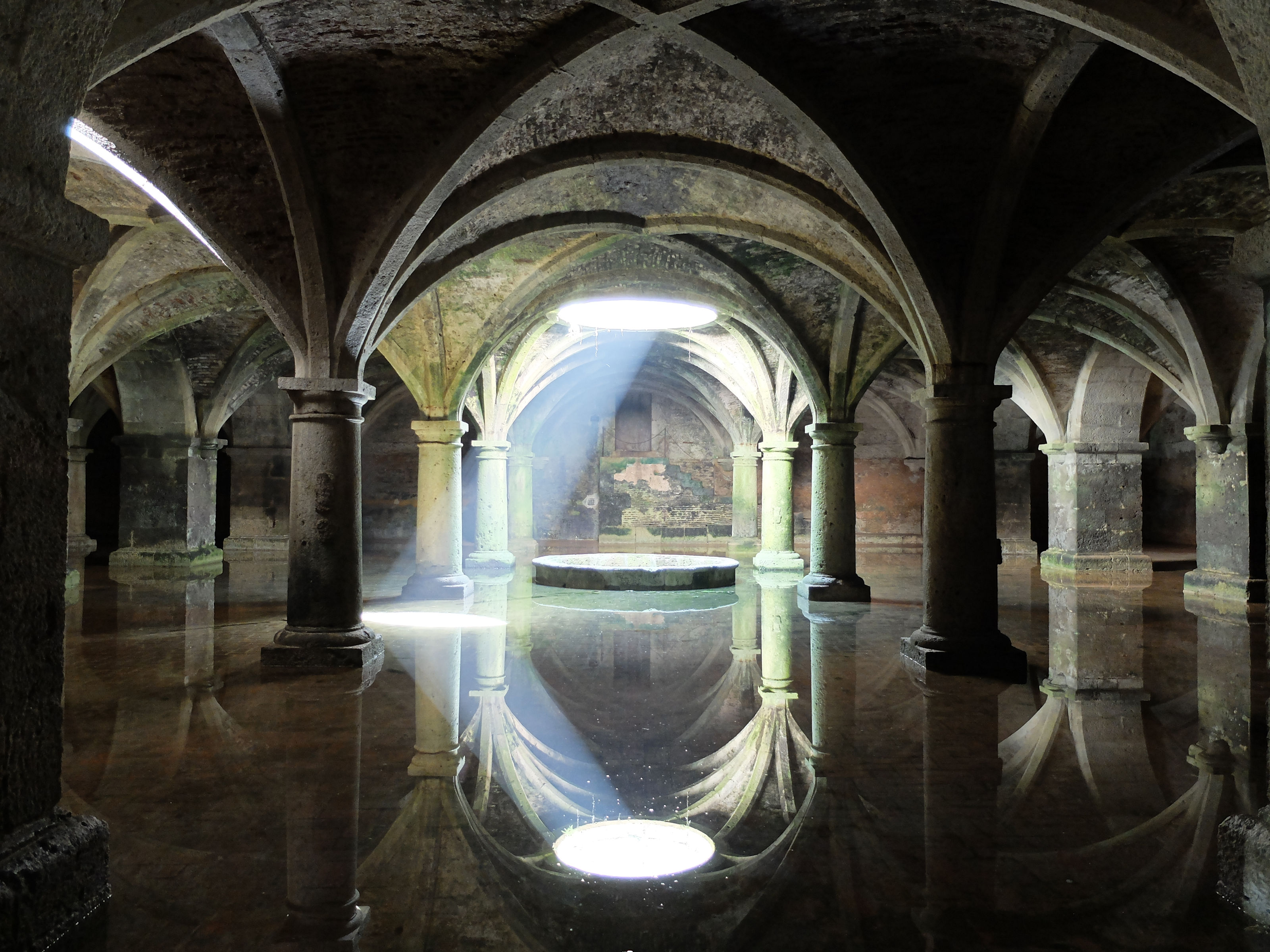
Citerne portugaise de Mazagan.

Au total, pas moins de 20 000 hommes ont été mobilisés pour aider la garnison .
Bien qu'elle ait résisté avec succès au siège de 1562, la ville fortifiée est restée dans un état de guerre constant avec les Marocains .